# Paula Kalenberg
Paula Kalenberg (née le 9 novembre 1986 à Dinslaken) est une actrice allemande.

## Biographie
Elle commence sa carrière d'actrice alors qu'elle va à l'école. Elle va ensuite à une école de théâtre. En 2001, elle entame une carrière au cinéma et à la télévision. Elle se fait connaître grâce à ses rôles dans Le Maître des sorciers et Die Wolke.

## Filmographie

### Cinéma
- 2003 : Der Puppengräber
- 2006 : Die Wolke
- 2007 : Ce qui compte, c'est la fin
- 2008 : Le Maître des sorciers
- 2008 : Im Winter ein Jahr
- 2009 : Vision – Aus dem Leben der Hildegard von Bingen
- 2009 : Der Prinz
- 2009 : Les Chansons cachées
- 2009 : Soltau
- 2010 : Jud Süß - Film ohne Gewissen
- 2011 : Adams Ende
- 2013 : Kokowääh 2
- 2013 : Systemfehler – Wenn Inge tanzt
- 2016 : Anhedonia

### Télévision

#### Téléfilms
- 2001 : Hanna – wo bist du?
- 2002 : Les Trafiquants
- 2004 : Die Ärztin
- 2004 : La Piqûre du Scorpion
- 2005 : Sauvés par l'amour
- 2005 : Kabale und Liebe
- 2008 : L'Appel au secours
- 2012 : Die Verführerin Adele Spitzeder
- 2012 : Clarissas Geheimnis
- 2014 : Mit Burnout durch den Wald
- 2015 : Starfighter
- 2016 : Der Fall Barschel
- 2016 : Das Programm
- 2016 : Eine Sommerliebe zu dritt

#### Séries télévisées
- 2002 : Vice Squad
- 2003 : Tatort:Bermuda
- 2008 : Das Duo – Verkauft und verraten
- 2008 : Bloch – Die blaue Stunde
- 2011 : Countdown
- 2011 : Wilsberg – Im Namen der Rosi
- 2011 : Heiter bis tödlich: Nordisch herb – Alles nur aus Liebe
- 2012 : Tatort: Tote Erde
- 2015 : Josephine Klick - Allein unter Cops

## Source de la traduction
- (de) Cet article est partiellement ou en totalité issu de l’article de Wikipédia en allemand intitulé « Paula Kalenberg » (voir la liste des auteurs).